# Ancaudellia pygmaea
Ancaudellia pygmaea är en kackerlacksart som beskrevs av Roth, L. M. 1982. Ancaudellia pygmaea ingår i släktet Ancaudellia och familjen jättekackerlackor. Inga underarter finns listade i Catalogue of Life.